# Spargania indentata
Spargania indentata là một loài bướm đêm trong họ Geometridae.